# Giovanni di San Tommaso
Giovanni di San Tommaso, O.P. (Lisbona, 9 giugno 1589 – Fraga, 17 giugno 1644), è stato un presbitero, filosofo e teologo portoghese.

## Biografia
Nato a Lisbona con il nome di João Poinsot (in latino: Johannes Poinsot), era figlio di Pierre Poinsot e Maria Garcês. Suo padre, un fiammingo di lingua francese, fu segretario del cardinale Alberto, Arciduca d'Austria, e sua madre era portoghese. Quando il padre fu costretto a seguire l'arciduca nei suoi viaggi a Madrid e nelle Fiandre affidò i figli João e Luiz a suo fratello maggiore, in Portogallo.
Studiò all'Università di Coimbra, intraprendendo studi umanistici e di filosofia. Mostrò notevoli capacità, e si laureò in teologia in età precoce, tra il 1605 e il 1606, ma nel 1607 si trasferì all'Università di Lovanio, in Belgio, per proseguire i suoi studi.
A 23 anni entrò nell'ordine domenicano, nel convento di Santa María Madrid Atocha, ove prese il nome religioso di Giovanni di San Tommaso, per fedeltà e devozione al Dottore Angelico san Tommaso d'Aquino. Lì fu ordinato presbitero.
Tra il 1625 e il 1630 insegnò filosofia e teologia al Colegio Complutense dei Domenicani, poi assunse una cattedra presso l'Università di Alcalá. Lasciò l'università nel 1643, e fu scelto come confessore di Filippo IV di Spagna. Morì il 6 giugno 1644, all'età di 55 anni.

## Il pensiero
Giovanni di San Tommaso è uno degli autori tomisti più consultati. Avendo vissuto l'ultimo periodo di splendore della Scuola di Salamanca si è confrontato con i contributi di altri grandi pensatori come Domingo Báñez, Melchor Cano, Francisco Suárez, Luis de Molina, il cardinale Tommaso De Vio, Francisco de Vitoria, e Domingo de Soto. È il considerato uno dei più grandi e più completi commentatori di San Tommaso d'Aquino, avendo dato un contributo allo sviluppo della logica proposizionale. Viene anche considerato come il primo e maggiore rappresentante della "seconda scuola di Salamanca", la quale rivolse la sua attenzione al tomismo e la sua riflessione ai temi come metafisica, della libertà, grazia e legge.

## Opere

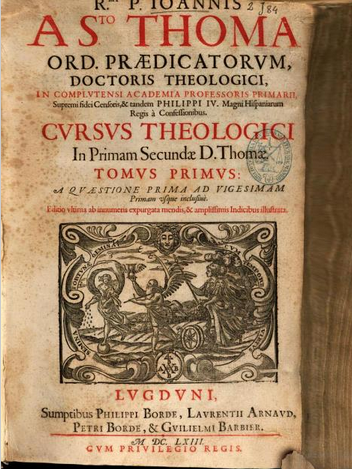
Cursus theologici (ed. 1663)

Le sue opere non sono molte, ma le prime due sono lunghe e complesse:
- Cursus philosophicus, 1663 (varie edizioni e in più volumi)
- Cursus theologicus, 1643 (varie edizioni e in più volumi)
- Misterios del Santo Rosario y modo de ofrecerle, Alcalá, 1644.
- Práctica y consideración para ayudar a bien morir, Alcalá, 1645.
- Breve tratado y muy importante para saber hacer una confesión general, Madrid, 1644.